# The Composer of Desafinado Plays
The Composer of Desafinado, Plays — дебютний сольний альбом Антоніу Карлуса Жобіна. Реліз альбому відбувся 1963 року на лейблі Verve, продюсером виступив Крід Тейлор, аранжувальником — Клаус Огерман.

## Історія створення
Альбом записаний 9—10 травня 1963 року для лейблу Verve у нью-йоркській студії A & R. Жобім просив продюсера Кріда Тейлора надати йому американського аранжувальника через свою непевність у спілкуванні з американськими музикантами. Мрією Жобіма була співпраця з блискучим аранжувальником Нельсоном Ріддлом і він був дуже розчарований, коли замість американського маестро аранжування доручили німецькому, на ім'я Клаус Огерман. Том запевнював продюсера, що Огерман перетворить його пісні на марші прусського оркестру, але Тейлор, добре знаючи Огермена, тримався свого вибору. Жобіму знадобилося півгодини спілкування, аби виявити свою помилку. Клаус Огерман виявився чутливим, делікатним, витонченим музикантом. Жобім легко порозумівся з ним і невдовзі вони виглядали старими партнерами, стилістичними близнюками, особливо в мелодійній лінії та контрапунктах.
Огерман емігрував до США 1959 року, на той час Крід Тейлор був його першим і єдиним продюсером, але він вже встиг попрацювати з Джонні Ходжесом, Дональдом Бердом, Джиммі Смітом, Келом Тайдером і Біллом Евансом. Клаус Огерман був завжди відкритий для будь-яких пропозицій Тома, але саме він визначив внесок оркестру, вибрав і оцінив інструменталістів, підкреслив тромбон Джиммі Клівленда та флейту Лео Райта. Барабанщиком, з поваги до Жобіма, було обрано бразильця Едсона Мачадо. Попри намагання продюсера зробити з Тома стереотипного латиноамериканця і змусити грати виключно на гітарі, основним інструментом Жобіма стало фортепіано. З 12 треків альбому щонайменше десять стали першорядними стандартами босанови: «The Girl from Ipanema», «Once I Loved» (помилково ідентифікований як «O Morro» в оригінальному LP), «Água de Beber», «Insensatez», «Corcovado», «One Note Samba», «Meditation», «Só Danço Samba» «Chega de Saudade» і «Desafinado».
Альбом випущено в серпні 1963 року.

## Визнання
2001 року альбом обрано до Зали слави Латинської Греммі.
2007 року часопис Rolling Stone Brasil назвав альбом серед «100 найважливіших альбомів бразильської музики» (порт. "Os 100 Maiores Discos da Música Brasileira").
Відомий американський історик джазу Піт Велдинг у своєму огляді альбому на сторінках журналу Down Beat зазначив: «Якби рух босанова обмежився випуском лише цього альбому, це вже б цілком виправдало його існування».

## Список композицій
У першому виданні альбому (Verve Records, V6-8547) трек A2 на обкладинці помилково позначений як «O Morro».. Помилки виправлено під час відновлення альбому на CD 2010 року помилки виправлено.
| Трек | Назва                          | Автори                                   | Тривалість |
| ---- | ------------------------------ | ---------------------------------------- | ---------- |
| A1   | «The Girl from Ipanema»        | Антоніу Карлус Жобін, Вінісіус ді Морайс | 2:40       |
| A2   | «O Amor Em Paz (Once I Loved)» | Антоніу Карлус Жобін, Вінісіус ді Морайс | 3:35       |
| A3   | «Água de Beber»                | Антоніу Карлус Жобін, Вінісіус ді Морайс | 2:50       |
| A4   | «Vivo Sonhando (Dreamer)»      | Антоніу Карлус Жобін                     | 2:34       |
| A5   | «O Morro Não Tem Vez (Favela)» | Антоніу Карлус Жобін, Вінісіус ді Морайс | 3:21       |
| A6   | «Insensatez»                   | Антоніу Карлус Жобін, Вінісіус ді Морайс | 2:52       |
| B1   | «Corcovado»                    | Антоніу Карлус Жобін                     | 2:26       |
| B2   | «One Note Samba»               | Антоніу Карлус Жобін, Ньютон Мендонса    | 2:14       |
| B3   | «Meditation»                   | Антоніу Карлус Жобін, Ньютон Мендонса    | 3:15       |
| B4   | «Só Danço Samba»               | Антоніу Карлус Жобін, Вінісіус ді Морайс | 2:21       |
| B5   | «Chega de Saudade»             | Антоніу Карлус Жобін, Вінісіус ді Морайс | 4:18       |
| B6   | «Desafinado»                   | Антоніу Карлус Жобін, Ньютон Мендонса    | 2:43       |

## Виконавці
- Клаус Огерман — аранжувальник і диригент
- Антоніу Карлус Жобін — фортепіано, гітара
- Лео Райт — флейта
- Джордж Дювів'є — контрабас
- Джиммі Клівленд — тромбон
- Едісон Мачаду — барабани